# پورتلتن
پورتلتن (به انگلیسی: Portlethen) یک شهرک در اسکاتلند است که در آبردین‌شایر واقع شده است. پورتلتن ۸٬۲۰۰ نفر جمعیت دارد.